# Heikki Mikkola
Heikki Mikkola, född 1945 i S:t Michel, är en finsk före detta motocrossförare, fyrfaldig världsmästare i motocross. En gång i 250-klassen och tre gånger i 500-klassen. Mikkola tog totalt 32 Grand Prix-segrar under 12 år i världsmästerskapen och anses vara Finlands främste motocrossförare genom tiderna.
Mikkola började tävla 1965 på en Greeves. 1965 vann han 11 av 18 tävlingar som han ställde upp i. Han bytte också motorcykel, till Husqvarna. 1966 blev Mikkola finsk juniormästare i enduro och deltog i motocross-VM:s deltävling i Finland. Följande år tog han poäng i Finlands Grand Prix i motocross. Hans första Grand Prix-seger kom 1968 i 250-klassen i Sverige. 1969 var ett år som präglades av skador och Mikkola slutade på 14:e plats i VM-tabellen. Året därpå etablerade han sig i världseliten med 3 Grand Prix-segrar och en fjärdeplats i totalt. Inför säsongen 1970 skrev Mikkola ett treårigt kontrakt med Husqvarna. Efter att återigen slutat fyra i VM begärde han att få en personlig mekaniker och att få köra i 500-klassen. Detta beviljades av Husqvarna och Mikkola blev trea i VM 1972. Han återvände till 250-klassen 1973 och slutade trea. För första gången tävlade också Mikkola i USA och blev amerikansk mästare i motocross.
1974 var Mikkola tillbaka i kungaklassen 500 cm3 och lyckades efter en stenhård säsong vinna VM-titeln före Roger De Coster. Följande år var rollerna omkastade och De Coster vann före Mikkola. Husqvarna bad nu Mikkola att tävla i 250-klassen för att marknadsföra deras 250 cm3 motorcyklar. Det gick så pass bra att Mikkola blev världsmästare 1976 och därmed den förste att vinna både 250- och 500-klassen. Mikkola skrev sedan på för Yamaha och tog 500-titeln 1977 och 1978. Säsongen 1979 präglades av skadeproblem och Mikkola beslöt att avsluta sin aktiva karriär efter att hamnat på femte plats.

## VM-placeringar
- 1969 250 cc - 14 (Husqvarna)
- 1970 250 cc - 4 (Husqvarna)
- 1971 250 cc - 4 (Husqvarna)
- 1972 500 cc - 3 (Husqvarna)
- 1973 250 cc - 3 (Husqvarna)
- 1974 500 cc - 1 (Husqvarna)
- 1975 500 cc - 2 (Husqvarna)
- 1976 250 cc - 1 (Husqvarna)
- 1977 500 cc - 1 (Yamaha)
- 1978 500 cc - 1 (Yamaha)
- 1979 500 cc - 5 (Yamaha)